# 野寄和哉
野寄 和哉（のより かずや、2000年6月26日 - ）は、福岡県出身のプロサッカー選手。Jリーグ・レノファ山口所属。ポジションはフォワード。

## 略歴
東福岡高校では3年連続で全国高等学校サッカー選手権大会に出場。当時のチームメイトには中村拓海、福田翔生、大森真吾、牧山晃政などがいる。高校卒業後は大阪体育大学に進学。
2022年8月18日、2023年シーズンからのレノファ山口加入内定、並びに特別指定選手承認が発表された。
2023年よりレノファ山口に正式加入。2月18日、J2リーグ開幕戦の大宮アルディージャ戦で途中出場しプロデビュー。

## 所属クラブ
- 須恵アザレアFC
- CAグランロッサ
- 東福岡高校
- 大阪体育大学
  - 2022年8月 - 同年12月  レノファ山口（特別指定選手）[5]
- 2023年 -  レノファ山口

## 個人成績
| 国内大会個人成績 | 国内大会個人成績 | 国内大会個人成績 | 国内大会個人成績 | 国内大会個人成績 | 国内大会個人成績 | 国内大会個人成績 | 国内大会個人成績 | 国内大会個人成績 | 国内大会個人成績 | 国内大会個人成績 | 国内大会個人成績 |
| 年度             | クラブ           | 背番号           | リーグ           | リーグ戦         | リーグ戦         | リーグ杯         | リーグ杯         | オープン杯       | オープン杯       | 期間通算         | 期間通算         |
| 年度             | クラブ           | 背番号           | リーグ           | 出場             | 得点             | 出場             | 得点             | 出場             | 得点             | 出場             | 得点             |
| 日本             | 日本             | 日本             | 日本             | リーグ戦         | リーグ戦         | リーグ杯         | リーグ杯         | 天皇杯           | 天皇杯           | 期間通算         | 期間通算         |
| ---------------- | ---------------- | ---------------- | ---------------- | ---------------- | ---------------- | ---------------- | ---------------- | ---------------- | ---------------- | ---------------- | ---------------- |
| 2023             | 山口             | 26               | J2               | 22               | 1                | -                | -                | 0                | 0                | 22               | 1                |
| 2024             | 山口             | 68               | J2               | 32               | 3                | 1                | 0                | 1                | 0                | 34               | 3                |
| 2025             | 山口             | 8                | J2               |                  |                  |                  |                  |                  |                  |                  |                  |
| 通算             | 日本             | 日本             | J2               | 54               | 4                | 1                | 0                | 1                | 0                | 56               | 4                |
| 総通算           | 総通算           | 総通算           | 総通算           | 54               | 4                | 1                | 0                | 1                | 0                | 56               | 4                |

- 2022年は特別指定選手（背番号48、出場なし）
- Jリーグ初出場 - 2023年2月18日 J2第1節 vs大宮アルディージャ（維新みらいふスタジアム）
- Jリーグ初得点 - 2023年6月18日 J2第21節 vsベガルタ仙台（維新みらいふスタジアム）

## タイトル

### クラブ
大阪体育大学
- 関西学生サッカーリーグ（2019年、2020年）

### 個人
- 関西学生サッカーリーグ・優秀選手（2022年）[6]